# Blepharepium cajennensis
Blepharepium cajennensis är en tvåvingeart som först beskrevs av Fabricius 1787.  Blepharepium cajennensis ingår i släktet Blepharepium och familjen rovflugor. Inga underarter finns listade i Catalogue of Life.